# 白條擬花鮨
白條擬花鮨，又稱白條擬花鱸，為輻鰭魚綱鱸形目鱸亞目鮨科的其中一種，分布於西北太平洋的香港東南部海域，棲息深度約113公尺，體長可達26公分，為底棲性魚類，屬肉食性，生活習性不明。

## 擴展閱讀
維基物種上的相關：白條擬花鮨